# Astrobiologi

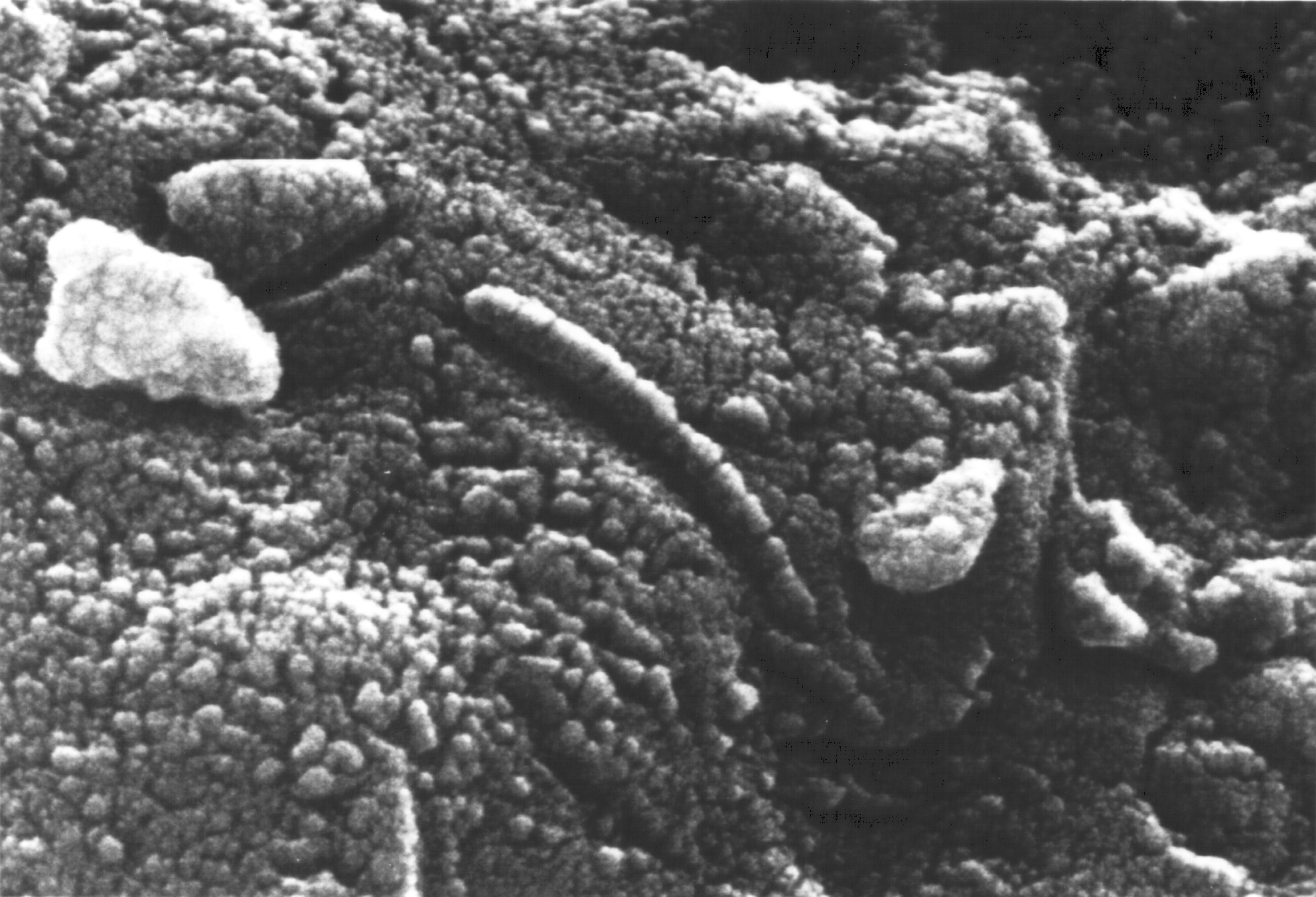
Elektron-mikrofoto av meteoriten Allan Hills 84001 med ursprung på Mars visar strukturer som är svåra att förklara utan förekomst av fossiliserade bakterieliknande livsformer.

Astrobiologin är en ny och snabbt växande mångvetenskap som behandlar frågan om liv i universum. På sätt och vis är inte astrobiologin ett eget ämne, utan snarare ett paraply av frågeställningar som vi nu, för första gången, på ett korrekt vetenskapligt sätt kan formulera. Begreppen mångvetenskapligt ämne har introducerats eftersom astrobiologin helt enkelt omfattar så många aspekter att det omöjliggör en tvärvetenskaplig aktivitet i den normala bemärkelsen. Forskning inom astrobiologi utförs således i huvudsak inom ramen för de traditionella forskningsområdena (geologi, biologi, kemi, astronomi och fysik), där man inom respektive forskningsområde försöker svara på frågor som relaterar till astrobiologin. Genom denna forskning har dock nya gränssnitt formulerats, något som i sin tur har lett till en ökad kommunikation och integration mellan de traditionella forskningsgrenarna.

## Historik
Den moderna astrobiologin grundades i huvudsak av NASA i slutet på 1990-talet, något som i sin tur bottnar i att en rad nya upptäckter har gjorts under de senaste åren. Astrobiologin spreds därefter till stora delar av världen, och utgör nu bl.a. en viktig del i ESA:s (European Space Agency) framtidsvision. Ett skandinaviskt astrobiologiskt forskarnätverk (Nordic Network of Astrobiology) finns också sedan 2007.

## Vetenskapliga rön
Exempel på forskningsområden och resultat som kommit de senaste åren är:
- Universums ålder. Studier av de äldsta kända stjärnorna har satt en undre gräns för universums ålder. Andra metoder använder sig av supernovor av typen Ia för att bestämma avstånd till avlägsna galaxer som ett led i en kosmisk avståndsstege. Kunskap om galaxens hastighet ger sedan universums ålder via Hubbles lag. Förutsatt att lagen kan användas på det sättet, visar undersökningarna sammantaget att universums ålder ligger runt 14 miljarder år.

- Typ av universum. Genom att studera avvikelser i den kosmiska bakgrundsstrålningen har alltmer information uppdagats om vilken typ av universum vi lever i. Universums expansion har varierat ofantligt i tiden och den gällande nobelprisbelönade tolkningen av observationerna menar att det för närvarande accelererar, vilket innebär att den kosmologiska konstanten är skild från noll.

- Uppkomst av grundämnen. Vår typ av liv är uppbyggt av de vanligaste atomslagen (väte, syre, kol, kväve, järn etc.). Nya undersökningar visar att produktionen av kol i stjärnor varierat under årmiljarderna, och går vi tillräckligt långt tillbaka försvinner förutsättningarna för liv.

- Komplexa kolföreningar i rymden. Radioastronomerna har hittat ett hundratal organiska molekyler, som bildas på ytan av små stoftkorn i interstellära moln. Samtidigt har aminosyror hittats i meteoriter från solsystemets barndom, och mikrometeoriter har tillfört stora mängder kol till jorden. En intressant prebiotisk kemisk utveckling kan således ha ägt rum, redan innan solsystemet uppkom.

- Protostjärnor och stjärnbildning. Runt stjärnor under bildning i till exempel Orionnebulosan finns ackretionsskivor av stoft och gas. I skivorna pågår förmodligen planetbildning, vilket ger fascinerande möjligheter till jämförelse med vårt eget solsystem.

- Exoplaneter. Planeter i andra solsystem upptäcktes första gången 1995, och hösten 2011 listade man 1234 möjliga planeter som rymdteleskopet Kepler hade hittat. 2014 hade man upptäckt och bekräftat över tusen exoplaneter. Härutöver finns bortåt fyratusen anade och möjliga men ännu inte bekräftade kandidater. En användning av Benfords lag antyder att stora flertalet av dessa verkligen är planeter och att vi inom snar framtid kommer att passera fem tusen kända och bekräftade världar runt främmande solar.[2]

En urvalseffekt gör att bara massiva planeter kan studeras, men flera projekt är på gång för att detektera jordliknande planeter. Exempelvis kommer DARWIN-projektet att studera förekomsten av höga koncentrationer syre i exoplaneternas atmosfär, något som i sin tur är ett ganska säkert tecken på liv.

## Utomjordiskt liv
Det astronomiska begreppet beboelig zon är en region i rymden, där förhållandena är fördelaktiga för att upprätthålla liv såväl såsom vi känner till det som utanför jorden.
En grundförutsättning för liv är förmodligen flytande vatten. Intressant nog är vatten den vanligaste treatomiga molekylen i universum. På vår egen måne har mängder av vattenis hittats vid polerna, och flytande vatten har troligen förekommit i stor mängd på Marsytan vid den tid livet uppkom på jorden. Idag är vattnet lagrat under ytan som permafrost. Belägg för detta kom i början på 2005. Vattnet tillfördes de jordlika planeterna i solsystemets barndom bl.a. genom kollisioner med kometer från området kring Jupiter och Saturnus. Motsvarande process måste sannolikt äga rum i andra planetsystem om liv ska uppstå där.

### Liv i extrema miljöer
Miljön där livet uppkom på jorden finns inte kvar, den har försvunnit genom geologiska processer. De äldsta säkra spåren av liv är runt 3,4 miljarder år gamla och utgörs av mikrofossil. Fylogenetiska studier visar på ett gemensamt ursprung för jordiskt liv, och man vet idag att liv kan trivas på platser som för bara några år sedan ansågs helt omöjliga för liv att existera i. Detta är dessutom platser som vi vet finns, eller har funnits, på annat håll i solsystemet, något som visar att förutsättningar för liv verkligen existerar, eller har existerat, på till exempel Mars eller Jupiters måne Europa. Exakt var livet uppstod på Jorden är omdiskuterat, och kunskapen om den föregående utvecklingen är rudimentär. Extremofiler (mikroorganismer som enbart lever under extrema livsvillkor) är även av intresse för bioteknikindustrin. Exempelvis har vissa bakterier förmågan att assimilera metaller som guld och radioaktiva isotoper.